# عمر البيطار (اقتصادي)
عمر أكرم عمران البيطار (1963 – ) هو اقتصادي ومدقق حسابات قانوني فلسطيني، يشغل منذ مارس 2024 منصب وزير وزارة المالية ضمن حكومة محمد مصطفى.

## حياته
درس البيطار بين عامي 1980 و1984 العلوم المالية والمصرفية وحصل على درجة البكالوريوس من جامعة ميزوري – سانت لويس في الولايات المتحدة.
كان عضوًا في مجلس إدارة بنك المال الأردني حتى تقديمه استقالته في 29 يوليو 2022. كما أنه عضو في مجلس إدارة شركة فلسطين للتنمية والاستثمار (بديكو) وشركاتها التابعة، وعضو في مجلس إدارة شركة الأمل للاستثمارات المالية في الأردن.
في 28 مارس 2024، اعتمد الرئيس محمود عباس التشكيلة الوزارية للحكومة الفلسطينية التاسعة عشرة التي يرأسها محمد مصطفى ومنحها الثقة. وفي 31 مارس 2024، أدى البيطار اليمين القانونية وزيرًا لوزارة المالية في مقر الرئاسة الفلسطينية بمدينة البيرة.
عدل الرئيس الفلسطيني محمود عباس مرسوم إنشاء الوكالة الفلسطينية للتعاون الدولي رقم (9) لسنة 2016 في 11 يونيو 2024، مضيفًا مجلس إدارة للوكالة. لاحقًا أصدر القرار رقم (51) لسنة 2024 وعينه عضوًا في المجلس ابتداءً من 23 يونيو 2024.